# Perry megye (Ohio)
Perry megye az Amerikai Egyesült Államokban, azon belül Ohio államban található. Megyeszékhelye és legnagyobb városa New Lexington. Lakosainak száma 35 408 fő (2020. április 1.). Perry megye Licking, Athens, Muskingum, Morgan, Hocking és Fairfield megyékkel határos.

## Népesség
A megye népességének változása:
| Lakosok száma | 36 042 | 36 218 | 36 000 | 35 997 | 35 985 | 35 408 |
|               | 2010   | 2011   | 2012   | 2013   | 2015   | 2020   |